# Tipula obediens
Tipula obediens är en tvåvingeart som beskrevs av Alexander 1947. Tipula obediens ingår i släktet Tipula och familjen storharkrankar. Inga underarter finns listade i Catalogue of Life.